# Rhodometra
Rhodometra là một chi bướm đêm thuộc họ Geometridae.

## Các loài
Bao gồm các loài:
- Rhodometra sacraria – Linnaeus, 1767